# Scott Moore
Scott Moore (* in Honolulu, Hawaii, Vereinigte Staaten) ist ein US-amerikanischer Drehbuchautor und Filmregisseur. Er arbeitet häufig mit seinem Freund Jon Lucas zusammen.

## Leben
Moore ist ein Alumni der University of Colorado Boulder.
Bei seiner Arbeit als Assistent für den Drehbuchautor Daniel Petrie, Jr. traf er auf Jon Lucas, mit welchem er sich anfreundete und der später zu seinem Partner im Filmgeschäft wurde. Zusammen verfassten Moore und Lucas die Drehbücher zu mehreren erfolgreichen Filmen, unter anderem Mein Schatz, unsere Familie und ich (2008) oder Der Womanizer – Die Nacht der Ex-Freundinnen (2009).
Ihren Durchbruch als Drehbuchautoren erlangten die beiden mit ihrem Skript zu Hangover (2009), was ihnen eine Nominierung für einen British Academy Film Award für das beste Originaldrehbuch sowie für einen Writers Guild of America Award einbrachte.
Mit der Komödie 21 & Over hatten sie 2013 schließlich ihr Regiedebüt.
2014 kreierten Moore und Lucas zusammen die Fernsehserie Mixology, welche in den Vereinigten Staaten auf dem Sender ABC ausgestrahlt wurde. Mixology handelt von einer Gruppe von Menschen, welche sich an einem Abend in einer Bar in Manhattan treffen, wobei jede Episode den Abend aus der Sicht von unterschiedlichen Charakteren darstellt. Die Serie wurde im Mai 2014, nach nur einer produzierten Staffel, von ABC eingestellt.

## Filmografie

### Drehbuchautor
- 2005: Volltreffer – Ein Supercoach greift durch (Rebound)
- 2007: Full of It – Lügen werden wahr (Full of It)
- 2008: Mein Schatz, unsere Familie und ich (Four Christmases)
- 2009: Der Womanizer – Die Nacht der Ex-Freundinnen (Ghosts of Girlfriends Past)
- 2009: Hangover
- 2011: Flypaper – Wer überfällt hier wen? (Flypaper)
- 2011: Wie ausgewechselt (The Change-Up)
- 2013: 21 & Over
- 2014: Mixology (Fernsehserie, Schöpfer)
- 2016: Bad Moms
- 2016: Office Christmas Party
- 2017: Bad Moms 2 (A Bad Moms Christmas)

### Regisseur
- 2013: 21 & Over
- 2016: Bad Moms
- 2017: Bad Moms 2 (A Bad Moms Christmas)